# Fonderie de Tusey

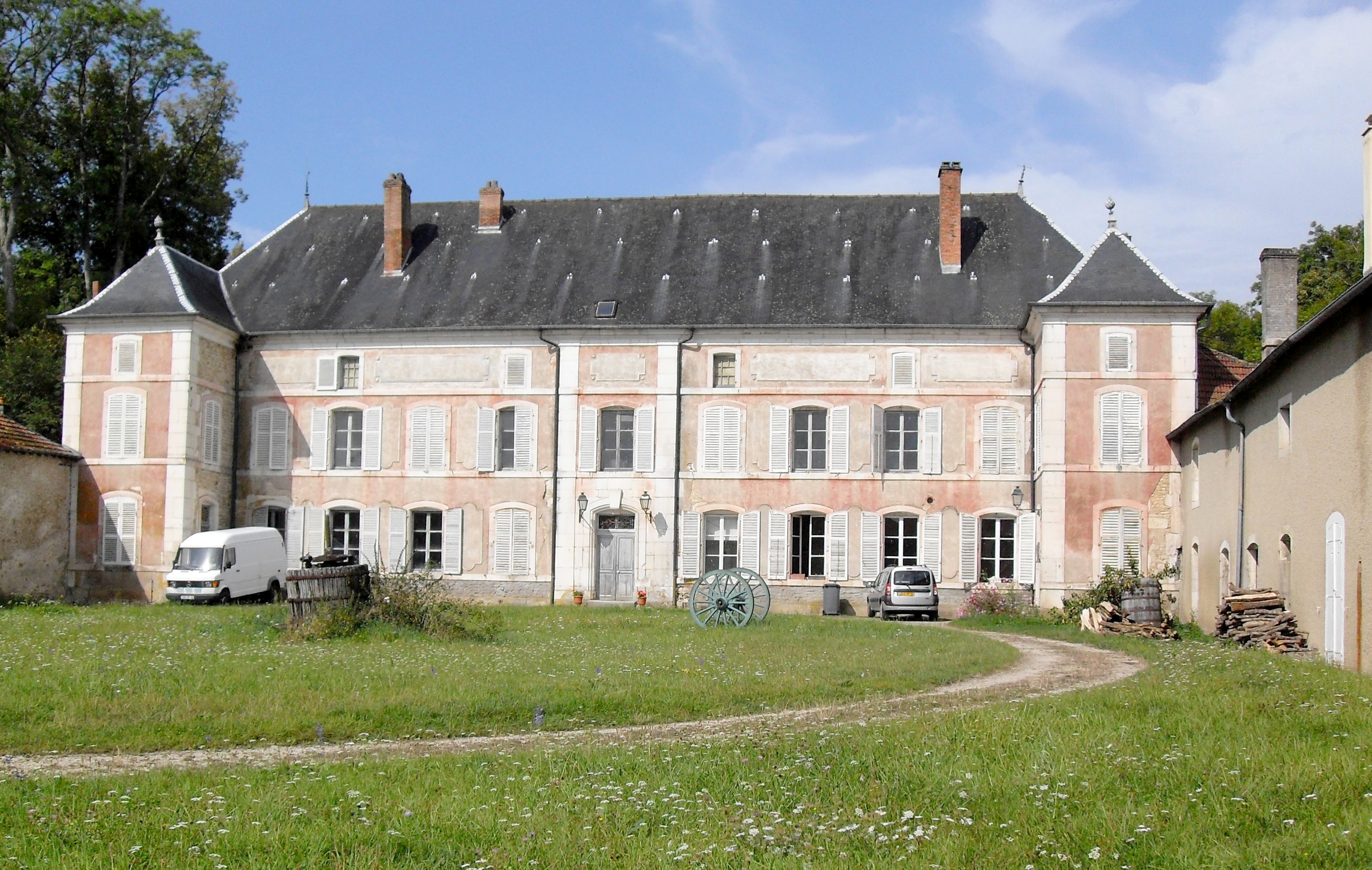
Le château de la Fonderie.

Tusey est aujourd'hui un écart de Vaucouleurs en Meuse. C'était un domaine carolingien. Le toponyme de Tusey-sur-Meuse apparaît dans des documents vers 859-865. Tusey était autrefois une ville plus importante et mère-église de Vaucouleurs, qui eut un palais royal sous les premières et deuxièmes races (rois Mérovingiens et Carolingiens) et qui fut honoré d'un concile sous les carolingiens, dit « concile de Touzy », du 22 octobre au 7 novembre 860. Durant le Moyen Âge, l'importance de Tusey diminua au profit de Vaucouleurs. Son patron est saint Remi.

## La Fonderie

### Historique
À l'époque moderne, Tusey était surtout connue pour sa fonderie renommée. La fonderie prendra successivement les noms de Muel, Muel et Wahl, Zégut Gasne, Dufilhol et Chapal, Dufilhol, Chevaillier… Elle est l'une des importantes entreprises spécialisées dans la fonte d'art.
Créées en 1832 par Pierre Adolphe Muel, issu d’une famille de maîtres de forges vosgiens, les fonderies de Tusey s’orientent, dès l’origine, vers la fabrication d’objets artistiques en fonte de fer.
Muel coulera les deux fontaines, ainsi que seize colonnes rostrales de la place de la Concorde (1837-1838). Ce mobilier urbain en fonte, symbole de l’union de l’Art et de l’Industrie, créé par Jacques Hittorff est le premier et magistral exemple d’une production qui va révolutionner l’urbanisme et exporter un art de vivre français dans le monde entier.
Dans son traité : de la Fonderie telle qu’elle existe en France…, André Guettier, professeur à l’École royale des Arts et métiers d’Angers, et ancien directeur de la fonderie de Tusey (1839-1843), décrit précisément les techniques de fabrication et de revêtement des fontaines de la place de la Concorde. Il témoigne ainsi d’un savoir-faire parfaitement maîtrisé dès la première moitié du XIXe siècle.
Muel s’associera à Wahl en 1840. Puis l’usine sera reprise par Ed. Zegut (1862-1874), ancien associé du fondeur d’art haut-marnais Antoine Durenne. Louis Gasne lui succédera en 1874. Lors de l’Exposition universelle de Paris de 1889, il était prévu qu'il présente une fontaine monumentale sous la tour Eiffel, mais cette réalisation n'a pas été prête à temps, ce qui explique que la fontaine  était en plâtre et n'a jamais été faite.  Il reprend la fonderie Thiébaut en 1896.
En 1861, Jean Baptiste Barbe et son fils Paul Barbe  seront les propriétaires des Forges de Tusey ,.
Zégut puis Gasne contracteront avec Louis Thiriot, propriétaire de modèles à Paris (92, rue Amelot). Quelques modèles Thiriot apparaissent dans le catalogue Zégut. Celui de Gasne (1890) comporte tous les modèles du catalogue Thiriot (1887). Ces modèles seront rachetés par Capitain-Gény et Salin (maîtres de forges et beaux-frères) à une date indéterminée. Un certain nombre d’entre eux figure aujourd’hui dans les fonds de ces sociétés devenues Ferry-Capitain et Ateliers Salin.
En 1896, l’usine passe entre les mains de Paul Dufilhol (1860-1937) et Gaston Chapal (1871-1921). Le passage de Gaston Chapal à Tusey sera de courte durée, en 1898, il reprend, avec son père, les fonderies et ateliers de Kerloc, à Auray. Il dirige, dans le même temps, les scieries et ateliers de Voutenay (Yonne). Paul Dufilhol, propriétaire entre 1897 et 1904, poursuit seul l’activité des fonderies jusqu’à la faillite de 1904. Il enrichira le fonds de modèles artistiques. 
En 1906, l’usine est rachetée par Laurent Chevailler, qui produira des monuments aux morts et cessera la production de fontes d’art autour de 1920. Les héritiers de Laurent Chevailler lui succéderont (il existe un catalogue 1925 ne comportant plus de fontes d’art, mais simplement des éléments de serrurerie : balcons, appuis de croisées…). Cette société sera reprise par Pierre Esch en 1935. Elle fusionnera avec les Ateliers et Fonderies de Meuse (ancienne Fonderie Jeanne d’Arc à Vaucouleurs), qui deviendront Fonderies de Vaucouleurs en 1961. Le site de Tusey est abandonné en 1963 et la production de fontes mécaniques est recentrée sur Vaucouleurs. Présente aux expositions universelles de 1851 à 1900 et à des expositions nationales, cette fonderie obtiendra régulièrement des prix et des médailles.

### Productions
Dans une monographie éditée par la Société industrielle de l’Est en 1906, Laurent Chevailler cite les travaux principaux de l’usine depuis sa fondation :
- France :
  - Les fontaines monumentales, colonnes rostrales et candélabres de la place de la Concorde à Paris ;
  - Les fontaines monumentales des villes de Aix-en-Provence (Bouches-du-Rhône), Chaumont (Haute-Marne), Poligny, Reims, Vitry-le-François (Marne), de Void-Vacon (Meuse) etc. ;
  - La fontaine de Saint-Vidal représentant les cinq parties du Monde sous la tour Eiffel pour l'exposition universelle de Paris de 1889, était prévue fonte à réaliser par la fonderie d’art Gasne à Tusey (titre exact : La Nuit essayant d'arrêter le génie de la lumière qui s'efforce d'éclairer la vérité - illustration). Elle a fait l'objet d'un livre de Bouniceau-Gesmon à l'époque et d'une publication dans Le Monde illustré no 1656 du 22 décembre 1888 ; de fait, cette œuvre, mise au catalogue, n'a jamais éditée par la fonderie. La réalisation de l'exposition qui était en plâtre a disparu.
  - La Vierge de 7 mètres de haut, placée à Sion (Meurthe-et-Moselle) ;
  - La Vierge de 8 mètres de haut placée à Velars (Côte-d’Or) ;
  - Les grandes statues : Génie de la Métallurgie et de la Rubanerie à Saint-Étienne ;
  - Le groupe du Général Margueritte, blessé à Fresnes-en-Woëvre (Meuse) ;
  - La colonne commémorative de Laon (Aisne) ;
  - La statue de Vercingétorix (4 m de haut) à Gien (Loiret) ;
  - La grande Jeanne d’Arc de trois mètres soixante placée à Albi (Tarn) ;
  - Le pont de Puteaux, des colonnes du Métropolitain, les colonnes de la salle des fêtes de l’Exposition de 1900… ;
  - Des monuments commémoratifs du centenaire de la Révolution française d’un grand nombre de villes ;
  - La vierge surplombant la colline de Natzy.

- Belgique :
  - Les grands groupes décoratifs des Halles Saint-Géry et de la Gare de Bruxelles-Midi, grille du Château de Laeken
  - Le monument John Cockerill à Seraing ;

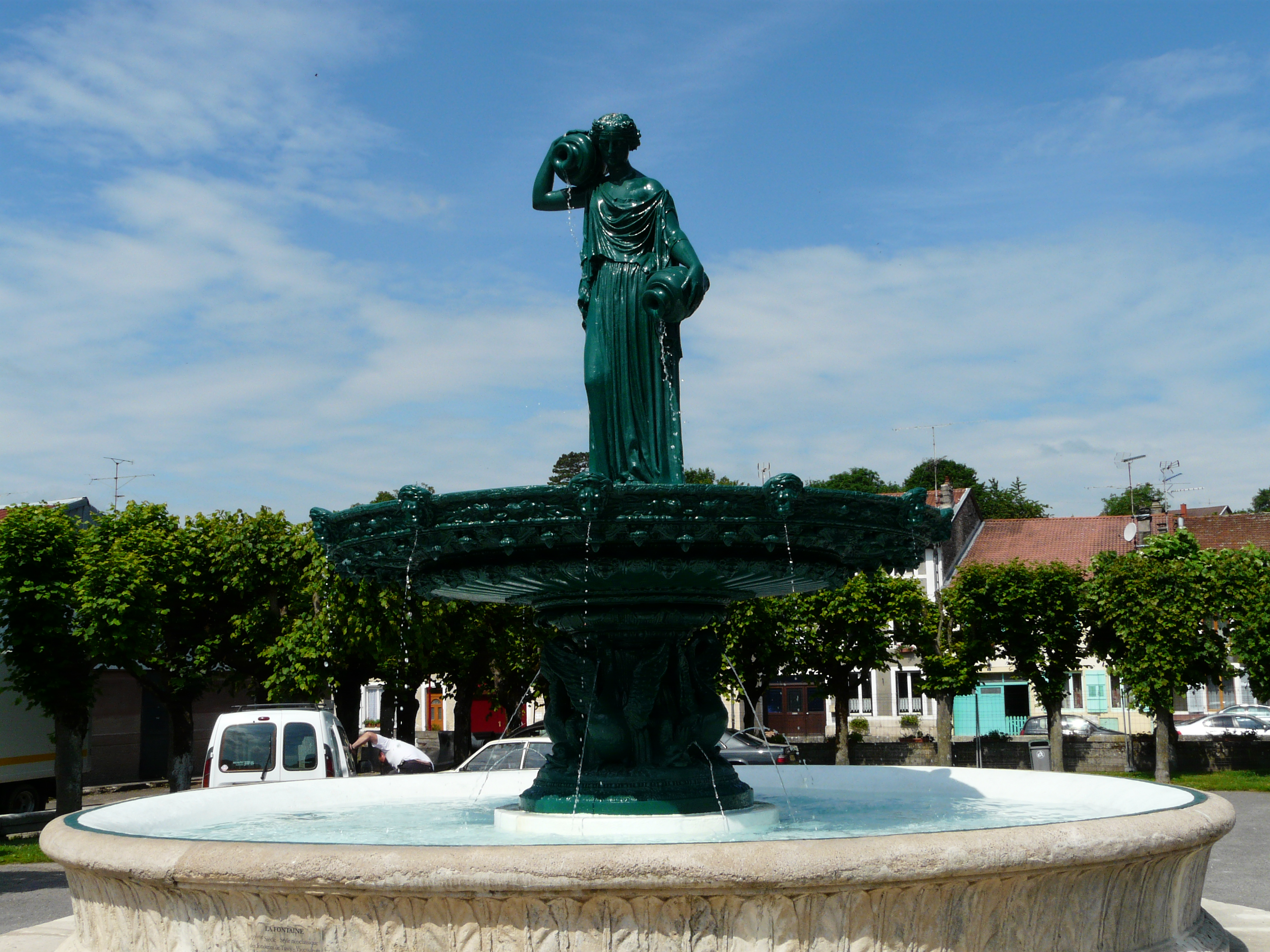
La fontaine de Void-Vacon (Meuse)
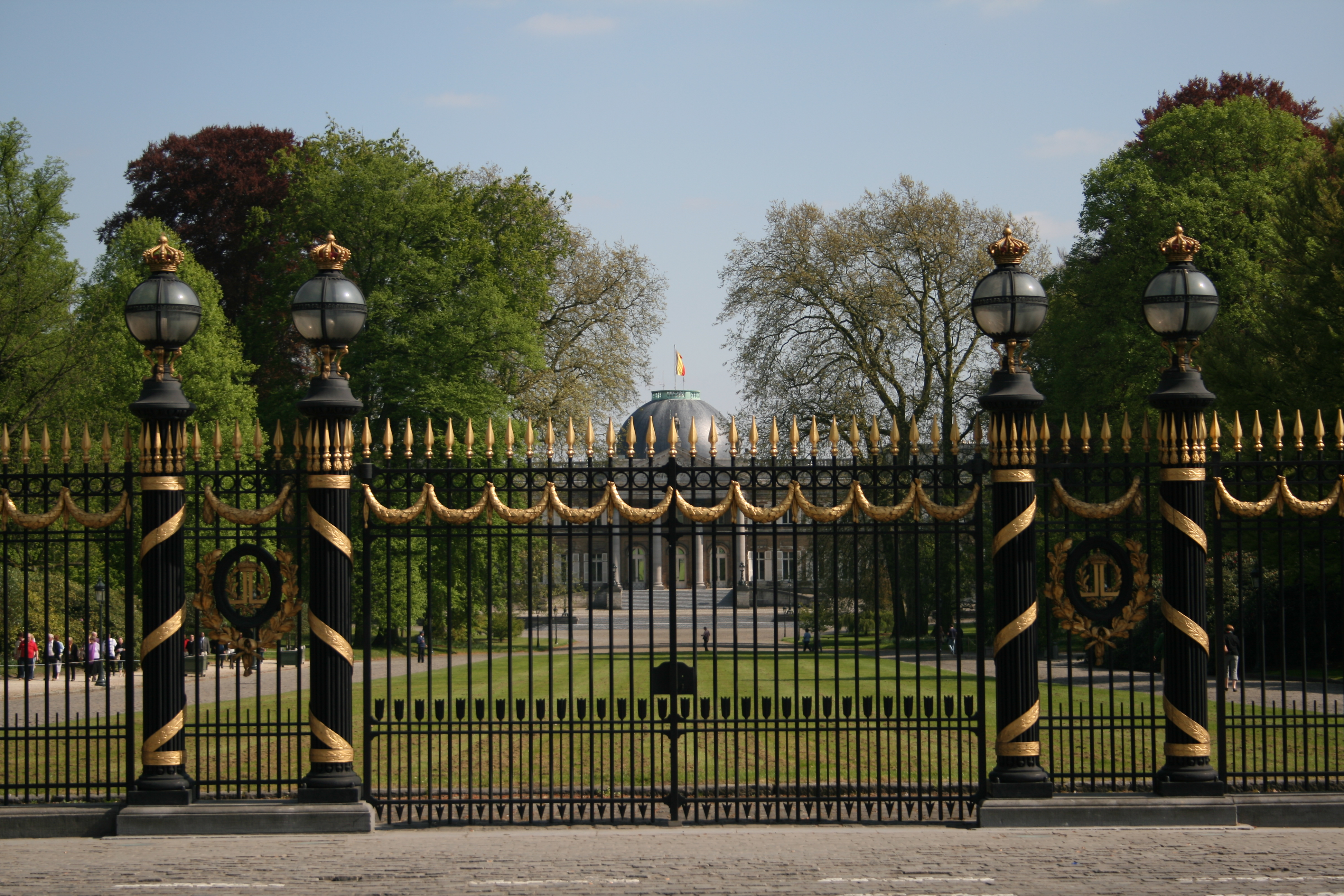
Grilles du château de Laeken, Belgique
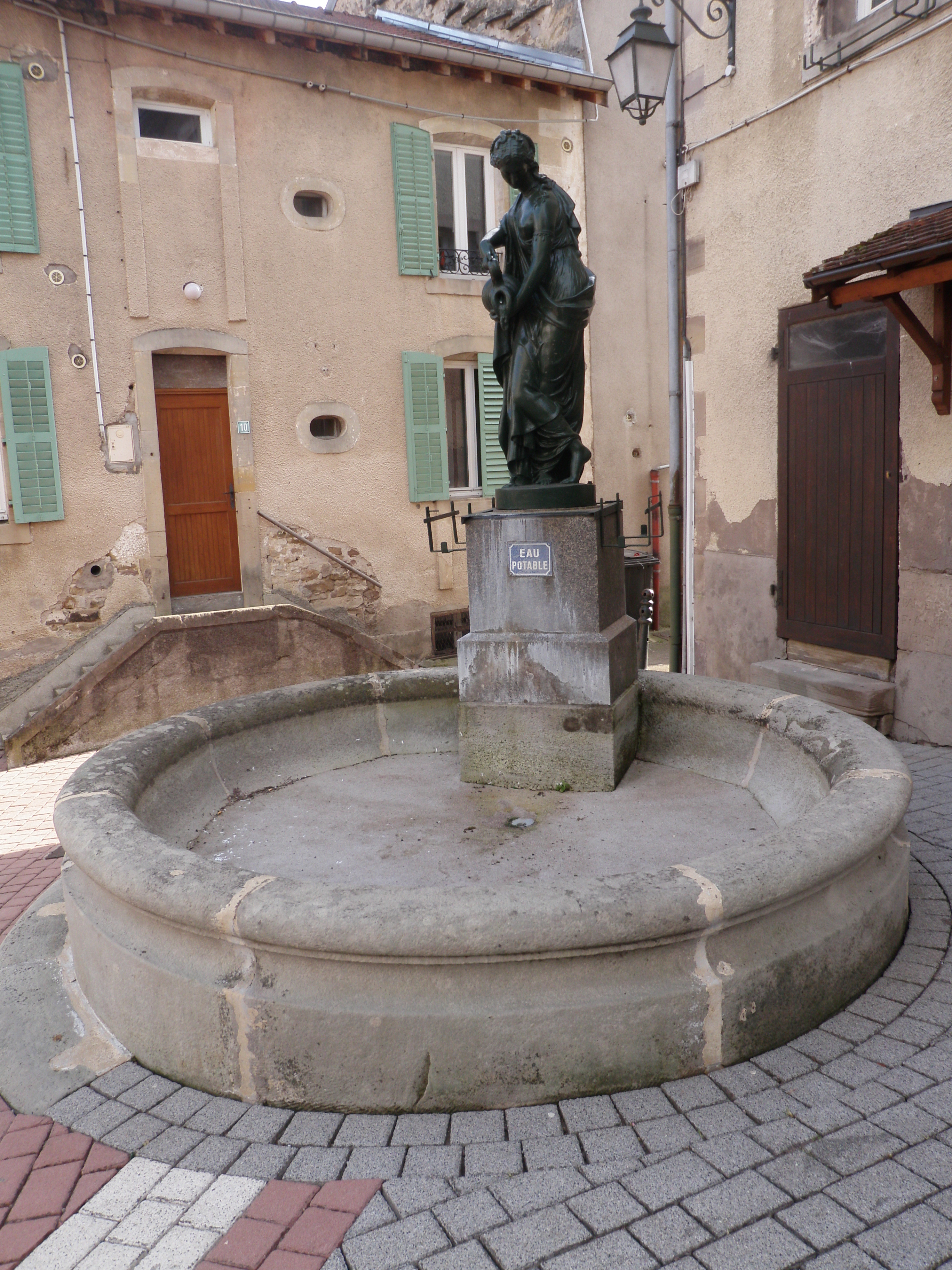
Fontaine dite La Samaritaine à Bains-les-Bains

## Borne d'Empire

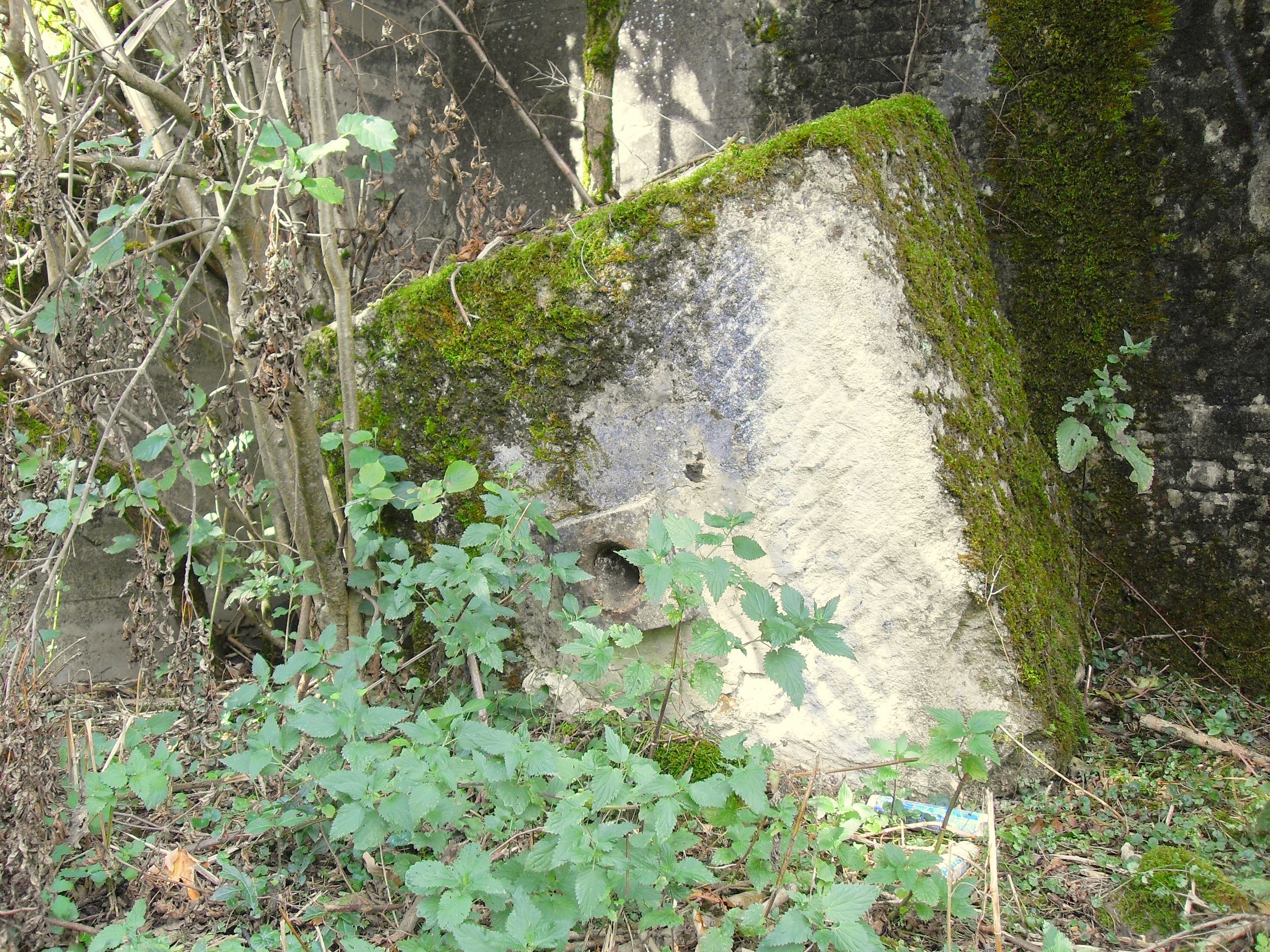
La « Borne d'Empire » de Tusey.

Une borne colossale, carrée, en pierre taillée, sans aucune inscription, dite dans le pays « Borne d'Empire » se trouve à Tusey, devant le mur du haut-fourneau, situé derrière le château de la Fonderie (48° 37′ 02,86″ N, 5° 40′ 11,5″ E). Cette pierre a une forme cubique d'environ 1 mètre de côté, et présente une petite cavité au centre d'une des faces, dans laquelle est emboîtée une pièce métallique (voir photo). 
Ces bornes feraient partie de celles qui ont été plantées à la suite de la rencontre de Quatre-Vaux en 1299, entre Philippe IV le Bel et l'empereur Albert Ier de Habsbourg, pour fixer la frontière entre les deux empires, laquelle suivait la vallée de la Meuse. Selon plusieurs témoignages, ces pierres étaient surmontées de bornes en bronze qui ont été ensuite démontées par Henry II, ne laissant sur place que les supports en pierre.